# Аннамей Пірс
Аннамей Пірс (англ. Annamay Pierse, 5 грудня 1983) — канадська плавчиня.
Учасниця Олімпійських Ігор 2008 року.
Призерка Чемпіонату світу з водних видів спорту 2009 року.
Призерка Пантихоокеанського чемпіонату з плавання 2010 року.
Призерка Ігор Співдружності 2010 року.